# 纐纈琴巴
纐纈 琴巴（こうけつ ことは、1998年8月26日 - ）は、東海テレビ放送 (THK) のアナウンサー。
立命館大学卒業。愛知県出身。血液型はA型。

## 経歴
愛知県名古屋市に生まれる。立命館大学を卒業後、2021年4月に高知放送に入社。2024年9月に退社。2024年10月に東海テレビへ移籍した。

## 人物
趣味はジオラマ作り・ミニチュア採集・祖母が幡多郡大月町出身であることから高知県には何度か足を運んだことがある。gooランキングで行われた「名前の読み方が難しいアナウンサーランキング」で1位を獲得。名前の総画数は58画。愛称は、「こうけっちゃん」「こっちゃん」「ことちゃん」。
小学生の頃に担任の先生にアナウンサーになってみたらと言われたことが、アナウンサーになったきっかけである。
2021年4月15日のテレビ番組、4月16日のラジオ番組で初鳴きをする。5月7日から16日まで開催された『RKC全国うまいもの博』の取材を行う。オクトーバー・ウォーク2021で40,693歩（26.4km）歩き女性の部で11063位に入る。
10月30日～11月6日　日テレが企画している「カラダweek」にてウォーキングの企画に参加。
なお、高知放送では2024年4月より、公式ホームページのアナウンサー紹介欄を「アナウンサー・キャスター」に変更されているが、纐纈は引き続き同局のアナウンサーとして出演し、テレビ・ラジオ出演時は「高知放送（またはRKC）アナウンサー」として引き続き出演を続けていた。
2024年9月6日放送の『纐纈琴巴のサブホリ!』にて、9月末で高知放送を退職することを発表
2024年10月より東海テレビ放送へ入社。

### パーソナリティ
- 好きな食べ物は、ラーメンとあん肝
- 嫌いなものは、掃除機の音
- 特技は、バリトンサックスとじゃんけんに勝つこと
- 趣味は、寝ること、食べること、たまに競歩、ジオラマづくり
- 推しは、超特急と原因は自分にある。[5]。

## 出演

### 東海テレビ放送アナウンサーとして

#### テレビ
- スイッチ！（リポーター）
- FNNニュースONE（土曜日）
- 東海テレニュース
- 中日新聞テレビ日曜夕刊

### 高知放送時代

#### テレビ
- 朝だ!生です旅サラダ（テレビ朝日） 2021年10月2日、12月11日
- ビビッとビビる!! ~土佐遺産とエイガヤナイガ!!~
- こうちeye 2部のサブキャスター
- RKCニュース

#### ラジオ
- RKCアナウンサー1年生!纐纈と藤井の「ラジオ」2021年12月30日 14時～15時
- 纐纈琴巴の「2021年も、モ～ちょっと!」 2021年12月30日 17時46分～18時
- とさこちラジオ　2022年8月18日
- とさこちラジオw　2022年8月18日
- 音楽とらのアナ　2022年7月2週目
- 地方創生プログラム ONE-J 2022年10月16日[6]
- 纐纈琴巴の「２０２３年のラブィット！」2023年1月2日
- アナウンスダイアリー（火曜日、隔週）[注釈 1]
- 歌のない歌謡曲(月曜日～金曜日）[注釈 2]
- RKCニュース
- 纐纈琴巴のサブホリ!

特番
- YOSAKOIまるごとよっちょRADIO2022　番組レポーター　2022年8月7日放送[7]

### webメディア
- 【動画】私のカチ飯vol.36「纐纈琴巴さん／とさの家」（掲載、ほっとこうちweb、2021年6月23日）[8]